# DAMA/NaI
L’esperimento DAMA/NaI
è un esperimento che è stato proposto, progettato e realizzato per investigare la presenza di particelle di materia oscura nell'alone galattico utilizzando la marcatura indipendente da modelli detta della modulazione annuale. Infatti, a seguito del suo moto di rivoluzione intorno al Sole, che, a sua volta, si muove nella Galassia, è atteso che la Terra sia attraversata da un flusso maggiore di particelle di materia oscura intorno circa al 2 giugno (quando la sua velocità si somma a quella del sistema solare nel riferimento della Galassia) e da un flusso minore intorno circa al 2 dicembre (quando le due velocità si sottraggono). La modulazione annuale è una marcatura molto distintiva perché l'effetto indotto da particelle di Materia Oscura deve soddisfare contemporaneamente molte peculiarità.

## Descrizione
L'apparato sperimentale DAMA/NaI è stato installato in sotterraneo presso i Laboratori Nazionali del Gran Sasso dell'INFN, in Italia.
L'apparato sperimentale era composto da nove cristalli scintillatori di Ioduro di Sodio drogato al Tallio (NaI(Tl)), di massa circa 9,70 kg ciascuno, altamente radiopuri. Ogni cristallo era accoppiato a due fotomoltiplicatori di basso fondo attraverso guide di luce. I rivelatori erano installati all'interno di una scatola di rame sigillata e flussata con azoto iperpuro al fine di isolarli dall'aria che contiene il Radon, un gas radioattivo, in tracce. Per ridurre il fondo ambientale naturale, la scatola di rame era racchiusa all'interno di una schermatura passiva di  molte tonnellate e a molti componenti:  rame, piombo, polietilene/paraffina e fogli di cadmio; una scatola di plexiglas racchiudeva l'intera schermatura ed era mantenuta in atmosfera di azoto iperpuro. L'apparato sperimentale era, inoltre, quasi interamente circondato da circa 1 m di cemento. 
L'apparato DAMA/NaI ha investigato la marcatura della modulazione annuale su 7 cicli annuali. La presenza di un'evidenza positiva indipendente da modelli nei dati di DAMA/NaI è stata riportata per la prima volta dalla collaborazione DAMA alla fine del 1997 e pubblicata 
all'inizio del 1998, confermata nel 1999 e 2000, ulteriormente confermata negli anni successivi e in modo conclusivo nel 2003, dopo la fine della presa dati avvenuta nel Luglio del 2002. Sono state anche eseguite varie investigazioni conseguenti; altre proseguono tuttora.
Tale evidenza indipendente da modelli è compatibile con un ampio insieme di scenari che riguardano la natura della particella candidata e i correlati modelli di astrofisica, di fisica nucleare. e di fisica delle particelle (come ad esempio ).
Uno studio accurato e quantitativo di tutte le possibili sorgenti di sistematiche e di reazioni in concorrenza è stato regolarmente eseguito e pubblicato ad ogni rilascio dei dati. In più di dieci, non è stato trovato, o suggerito da altri, nessun effetto sistematico o reazione in concorrenza, capace di dare conto dell'ampiezza di modulazione osservata e di soddisfare contemporaneamente tutti i requisiti della marcatura.
L'esperimento ha anche ottenuto e pubblicato risultati su altri tipi di processi e/o approcci.